# إلياس (آبجدان)
الياس (بالفارسية: الیاس) هي منطقة سكنية تقع في إيران في قسم آبجدان الريفي. يقدر عدد سكانها بـ 321 نسمة .